# Karłowice-Różanka
Karłowice-Różanka – osiedle we Wrocławiu położone na północy miasta w byłej dzielnicy Psie Pole. Składa się z osiedli Różanka, Karłowice, Mirowiec i Polanka.
Sąsiaduje z osiedlami Lipa Piotrowska, Polanowice-Poświętne-Ligota i Sołtysowice, Kowale, Zacisze-Zalesie-Szczytniki, Ołbin, Kleczków i Szczepin.